# Акопов, Степан Акопович
Степа́н Ако́пович Ако́пов (арм. Ստեփան Հակոբի Ակոպով; 14 (26 декабря) 1899 года, Тифлис, Российская империя — 9 августа 1958, Москва, РСФСР) — советский государственный деятель. Министр автомобильного, тракторного и сельскохозяйственного машиностроения СССР (1954—1955).

## Биография

Могила Акопова на Новодевичьем кладбище.

Родился в семье торговца армянского происхождения. В 1931 г. окончил Московский механико-машиностроительный институт имени Н. Э. Баумана.
- 1919—1921 гг. — организатор и секретарь райкома ЛКСМ Грузии. С октября 1919 года член РКП(б),
- 1921—1922 гг. — заведующий отделом, ответственный секретарь Тбилисского горкома ЛКСМ Грузии,
- 1924—1927 гг. — в аппарате Бауманского районного комитета РКП(б) (Москва). Работал инструктором и заместителем заведующего организационно-распределительным отделом,
- 1927—1928 гг. — заведующий организационно-распределительным отделом Звенигородского уездного комитета ВКП(б) Московской области,
- 1931—1935 гг. — на Подольском крекинго-электровозостроительном заводе: инженер, начальник цеха, заведующий производственным отделом, заместитель технического директора, технический директор,
- 1935—1936 гг. — служебная командировка в США,
- 1936—1937 гг.— директор Подольского крекинго-электровозостроительного завода,
- 1937—1939 гг.— директор Уралмашзавода,
- 1939—1940 гг. — заместитель наркома тяжелого машиностроения СССР,
- май-октябрь 1940 г. — первый заместитель наркома тяжелого машиностроения СССР,
- 1940—1941 гг. — первый заместитель наркома среднего машиностроения СССР,
- 1941—1946 гг. — нарком среднего машиностроения СССР,
- 1946—1947 гг.— нарком (министр) автомобильной промышленности СССР,
- 1947—1950 гг.— министр автомобильной и тракторной промышленности СССР,
- 1950—1953 гг. — заместитель министра сельскохозяйственного машиностроения СССР — начальник Главного управления комбайновой промышленности,
- 1953 г. — заместитель министра, 1953—1954 гг. — министр машиностроения СССР,
- 1954—1955 гг. — министр автомобильного, тракторного и сельскохозяйственного машиностроения СССР.

С июля 1955 г. — персональный пенсионер союзного значения.
Депутат Совета Союза 2-го созыва от Алтайского края и Совета Национальностей Верховного Совета СССР 4-го созыва от РСФСР. 
Похоронен в Москве на Новодевичьем кладбище (участок № 1).

## Награды и звания
- три ордена Ленина
- орден Кутузова I степени (15.05.1945)
- орден Трудового Красного Знамени
- орден Красной Звезды